# Picayo
El Picayo es una montaña del Sistema Ibérico situada a 3 kilómetros de Puzol, en la provincia de Valencia (Comunidad Valenciana, España).
Con sus 373 m de altitud, constituye la máxima elevación de la Sierra Negra.
En su cumbre existe una caseta de vigilancia forestal, dotada de un peirón geodésico de medio metro de altura.
Desde la cima se puede contemplar el pico del Peñagolosa y numerosas poblaciones cercanas a Villafranca del Cid además de grandes vistas panorámicas del Maestrazgo. En días claros podemos apreciar con claridad el horizonte que forma el mar y las Islas Columbretes.

## Geología
El Picayo constituye uno de los afloramientos permotriásicos más orientales de los que se han estudiado hasta ahora. La parte inferior, correspondiente al Pérmico, representa unos 211 metros, mientras que la parte superior, del Triásico, supone unos 300 metros. La unidad inferior está formada por lutitas rojas y arenisca roja, ocre y blanca, organizadas en estratos de granularidad decreciente que evolucionan hacia las lutitas. La parte superior está formada por arenosas de color rojo y blancas que conforman la parte visible de la montaña. Destacan algunas pequeñas formaciones cúpricas de color verde y azul. En la parte superior de la serie lítica vuelven a aparecer lutitas laminares y margas de color rojo y ocre, arenas finas y carbonatos ocres.
- Datos: Q48781564